# Svetovno prvenstvo športnih dirkalnikov sezona 1974
Svetovno prvenstvo športnih dirkalnikov sezona 1974 je bila dvaindvajseta sezona Svetovnega prvenstva športnih dirkalnikov, ki je potekalo med 25. aprilom in 9. novembrom 1974. Naslov konstruktorskega prvaka sta osvojila Ferrari (S) in Porsche (GT).

## Spored dirk
| Št | Ime                   | Dirkališče                   | Datum               |
| -- | --------------------- | ---------------------------- | ------------------- |
| 1  | 1000 km Monze         | Autodromo Nazionale Monza    | 25. april           |
| 2  | 1000 km Spaja         | Circuit de Spa-Francorchamps | 5. maj              |
| 3  | 1000 km Nürburgringa  | Nürburgring                  | 19. maj             |
| 4  | 1000 km Imole         | Autodromo Dino Ferrari       | 2. junij            |
| 5  | 24 ur Le Mansa        | Circuit de la Sarthe         | 15. junij 16. junij |
| 6  | 1000 km Zeltwega      | Österreichring               | 30. junij           |
| 7  | 6 ur Watkins Glena    | Watkins Glen International   | 13. julij           |
| 8  | 1000 km Le Castelleta | Circuit Paul Ricard          | 15. avgust          |
| 9  | 1000 km Brands Hatcha | Brands Hatch                 | 29. september       |
| 10 | 6 ur Kyalamija        | Kyalami                      | 9. november         |

## Rezultati

### Po dirkah
| Št | Dirkališče        | Zmag. moštvo šp. dir.                   | Zmag. moštvo GT                                 | Poročilo |
| Št | Dirkališče        | Zmag. dirkača šp. dir.                  | Zmag. dirkača GT                                | Poročilo |
| -- | ----------------- | --------------------------------------- | ----------------------------------------------- | -------- |
| 1  | Monza             | #3 Autodelta SpA                        | #87 Gelo Racing                                 | Poročilo |
| 1  | Monza             | Mario Andretti Arturo Merzario          | John Fitzpatrick Georg Loos Jürgen Neuhaus      | Poročilo |
| 2  | Spa-Francorchamps | #4 Equipe Gitanes                       | #53 Gelo Racing                                 | Poročilo |
| 2  | Spa-Francorchamps | Jean-Pierre Jarier Jacky Ickx           | John Fitzpatrick Jürgen Barth                   | Poročilo |
| 3  | Nürburgring       | #1 Equipe Gitanes                       | #45 Gelo Racing                                 | Poročilo |
| 3  | Nürburgring       | Jean-Pierre Jarier Jean-Pierre Beltoise | John Fitzpatrick Jürgen Barth                   | Poročilo |
| 4  | Imola             | #2 Equipe Gitanes                       | #152 Porsche Kremer Racing                      | Poročilo |
| 4  | Imola             | Henri Pescarolo Gérard Larrousse        | Hans Heyer Paul Keller                          | Poročilo |
| 5  | La Sarthe         | #7 Equipe Gitanes                       | #71 Raymond Touroul                             | Poročilo |
| 5  | La Sarthe         | Henri Pescarolo Gérard Larrousse        | Cyril Grandet Dominique Bardini                 | Poročilo |
| 6  | Österreichring    | #5 Equipe Gitanes                       | #33 Porsche Kremer Racing                       | Poročilo |
| 6  | Österreichring    | Henri Pescarolo Gérard Larrousse        | Hans Heyer Erwin Kremer Paul Keller             | Poročilo |
| 7  | Watkins Glen      | #1 Equipe Gitanes                       | #59 Brumos Porsche                              | Poročilo |
| 7  | Watkins Glen      | Jean-Pierre Jarier Jean-Pierre Beltoise | Hurley Haywood Peter Gregg                      | Poročilo |
| 8  | Le Castellet      | #1 Equipe Gitanes                       | #57 Gelo Racing                                 | Poročilo |
| 8  | Le Castellet      | Jean-Pierre Jarier Jean-Pierre Beltoise | Rolf Stommelen Tim Schenken                     | Poročilo |
| 9  | Brands Hatch      | #1 Equipe Gitanes                       | #55 Gelo Racing                                 | Poročilo |
| 9  | Brands Hatch      | Jean-Pierre Jarier Jean-Pierre Beltoise | John Fitzpatrick Toine Hezemans Manfred Schurti | Poročilo |
| 10 | Kyalami           | #2 Equipe Gitanes                       | #20 Gelo Racing                                 | Poročilo |
| 10 | Kyalami           | Henri Pescarolo Gérard Larrousse        | John Fitzpatrick Rolf Stommelen Tim Schenken    | Poročilo |

### Konstruktorsko prvenstvo
Točkovanje po sistemu 20-15-12-10-8-6-4-3-2-1, točke dobi le najbolje uvrščeni dirkalnik posameznega konstruktorja. Stelo je sedem najboljših rezultatov.

#### Skupno prvenstvo
| Poz | Konstruktor    | 1. | 2. | 3. | 4. | 5. | 6. | 7. | 8. | 9. | 10. | Skupaj |
| --- | -------------- | -- | -- | -- | -- | -- | -- | -- | -- | -- | --- | ------ |
| 1   | Matra-Simca    |    | 20 | 20 | 20 | 20 | 20 | 20 | 20 | 20 | 20  | 140    |
| 2   | Mirage         | 10 | 15 | 10 |    | 10 | 10 |    | 12 | 12 | 12  | 79     |
| 3   | Porsche        | 8  | 12 | 6  | 8  | 15 | 6  | 15 | 10 | 8  | 6   | 76     |
| 4   | Alfa Romeo     | 20 |    | 15 | 15 |    | 15 |    |    |    |     | 65     |
| 5   | Chevron        | 1  |    | 3  | 2  |    | 4  |    |    | 10 | 10  | 30     |
| 6   | Ligier         | 3  |    |    |    | 3  |    |    | 6  |    |     | 12     |
| 7   | Lola           | 6  |    |    |    |    |    |    |    | 1  | 3   | 10     |
| 8   | Ferrari        |    |    |    |    | 8  |    |    |    |    |     | 8      |
| 9   | March          |    |    |    |    |    |    |    |    | 3  |     | 3      |
| 10= | Alpine-Renault |    |    | 1  |    |    |    |    |    |    |     | 1      |
| 10= | AMS            |    |    |    | 1  |    |    |    |    |    |     | 1      |
| 10= | Ecosse         |    |    |    |    |    |    |    |    |    | 1   | 1      |

#### Prvenstvo GT
| Poz | Konstruktor | 1. | 2. | 3. | 4. | 5. | 6. | 7. | 8. | 9. | 10. | Skupaj |
| --- | ----------- | -- | -- | -- | -- | -- | -- | -- | -- | -- | --- | ------ |
| 1   | Porsche     | 20 | 20 | 20 | 20 | 12 | 20 | 20 | 20 | 20 | 20  | 140    |
| 2   | Ferrari     |    |    |    |    | 20 |    |    |    |    |     | 20     |
| 3   | De Tomaso   |    |    |    | 10 |    |    |    |    |    |     | 10     |
| 4   | Chevrolet   |    |    |    |    | 1  |    | 6  | 1  |    |     | 8      |